# Miguel Lucas de Iranzo
Miguel Lucas de Iranzo, -en realidad se llamó Miguel Lucas de Nieva, Iranzo era su padrastro (Alonso Álvarez de Iranzo)- al quedar huérfano muy joven (Belmonte, c. 1453-Jaén, 21 de marzo de 1473), fue un noble, político y militar español, V condestable y canciller mayor de la corona de Castilla entre otros cargos, así como halconero mayor del reino, presidente y gobernador del consejo real y supremo de la corona de Castilla, alcaide de Alcalá la Real, Andújar y Jaén y corregidor de Úbeda y Baeza que estuvo al servicio de Enrique IV. Fue uno de los tres validos del rey junto con Beltrán de la Cueva, l duque de Alburquerque y Juan Pacheco (l marqués de Villena y l duque de Escalona). Contrajo matrimonio con María Teresa de Torres de Navarra y Solier, señora de Villardompardo y Escañuela. Como sus hijos no tuvieron descendencia pasó María Teresa los estados a su tía María de Torres de Navarra, casada con Fernando de Portugal, hijo ilegítimo del infante Dionisio de Portugal con ascendencia en el posterior condado de Villardompardo. María Teresa fue nombrada por su amiga Isabel la Católica primera abadesa en el Convento de Santa Isabel la Real de Granada.

## Biografía
Su educación transcurrió en el seno de una modesta familia hasta que entró al servicio de Juan Pacheco, marqués de Villena. A través de él lograría entrar en la corte castellana de Juan II, sirviendo como paje de su hijo Enrique, y logrando ascender así en su carrera gracias al vínculo afectivo con el futuro monarca. Sus principales rivales en su carrera política serían el propio Juan Pacheco, Beltrán de la Cueva y Pedro Girón, maestre de la Orden de Calatrava.
Llegó finalmente a desempeñar puestos de responsabilidad como Halconero mayor del Reino, Canciller mayor de Castilla y alcaide de Alcalá la Real, Andújar y Jaén, y en 1455, miembro del Consejo Real. Fue después nombrado corregidor de Baeza y Úbeda, y finalmente Condestable, un cargo vitalicio y vacante desde la ejecución de su predecesor, Álvaro de Luna, cinco años atrás. Su designación provocó el recelo de los aristócratas ante la probabilidad de influir directamente en las decisiones militares del rey, por lo cual acabó trasladándose a Jaén en 1459, donde años antes había desposado a María Teresa de Torres y Solier, de la Casa Torres de Navarra y nieta por parte materna del francés Arnao de Solier , seňor de Villalpando. El padre de Teresa Torres de Navarra era señor de Villardompardo y Escañuela, con quien tuvo dos hijos, Luisa y Luis Lucas de Torres Navarra, ninguno dejó descendencia.Vivió en la ciudad jiennense hasta su muerte, residiendo en un palacio de su esposa que mandó reconstruir en la calle Maestra, en la actualidad el Palacio de Cultura del Ayuntamiento de Jaén.
Existieron frecuentes disputas entre el condestable y los poderes de su entorno, como el enfrentamiento con el obispo de Jaén, Alfonso Vázquez de Acuña, el cual finalmente recibiría la orden del rey de trasladarse a su fortaleza de Begíjar, desde la cual hostigaría a las fuerzas de Iranzo en abril de 1463. Así como la poderosa familia de su esposa y las familias de nobleza más inferior como los Zayas y los de la Chica quienes, como otros, querían que gobernase la ciudad su esposa, política y que siempre mantuvo relación con muchos nobles castellanos.
Sobre la vida del condestable se escribió en su época una biografía, la Relación de los Hechos del muy Magnífico e más Virtuoso Señor don Miguel Lucas, Muy Digno Condestable de Castilla.
En 2010 se publica el libro de relatos Cuentos del condestable del escritor Emilio Sánchez Sánchez, donde se narra la vida del condestable desde 1458 hasta que celebra sus velaciones con su esposa. Durante ese tiempo hace de juglar o narrador ante la corte.

### Remodelación de la ciudad de Jaén
Crea en Jaén una casa de moneda, la jaenciana, visitada por el propio Enrique IV en 1469. Manda allanar la plaza de Santa María, en la que existían unas moles de piedra de gran tamaño. También se acometieron obras de acondicionamiento de la ciudad, como el traslado de las carnicerías extramuros, a la actual Puerta Barrera, y el trazado de la que se convertiría en vía principal de la ciudad, La Carrera.

### Asesinato
Su asesinato sucedió el 21 de marzo de 1473 mientras rezaba de rodillas en la capilla mayor de la catedral. Se justificó en el apoyo que el condestable daba a los judíos, aunque, probablemente, la causa fueron los celos de otros nobles. Posiblemente en el asesinato participara el marqués de Villena. 
Tras su muerte, el rey Enrique IV se presenta en Jaén de incógnito y se dirige al Concejo, donde pregunta por ciertos jurados y regidores, a los que manda colgar de las ventanas, al parecer en venganza por el asesinato del condestable.
| Predecesor: Álvaro de Luna | Condestable de Castilla 1458 - 1473 | Sucesor: Pedro Fernández de Velasco |